# Embraer EMB 110 Bandeirante
De Embraer EMB 110 Bandeirante is een tweemotorig turboprop vliegtuig van de Braziliaanse vliegtuigfabriek Embraer, bestemd voor regionale vluchten.
Het was bij de introductie een van de efficiëntste toestellen op de markt.
De ontwikkeling van het toestel begon in 1965 bij het Instituto de Pesquisa e Desenvolvimento (IPD). Het project, met aanduiding IPD-6504, stond onder leiding van majoor Ozires Silva, en het toestel werd ontworpen door de Franse vliegtuigconstructeur Max Holste. De eerste vlucht van het destijds nog als YC-95 aangeduide toestel, dat bedoeld was als klein militair transportvliegtuig, vond plaats op 22 oktober 1968. Er werden nog twee prototypes gebouwd, en bij de pas opgerichte vliegtuigfabriek Embraer werd een order geplaatst voor 80 stuks. De civiele versie maakte op 9 augustus 1972 zijn eerste vlucht. De eerste levering vond plaats in februari 1973 aan de Braziliaanse luchtmacht. De eerste commerciële vlucht werd uitgevoerd op 16 april 1975 door de inmiddels niet meer bestaande Braziliaans luchtvaartmaatschappij Transbrazil.
In de daarop volgende jaren werden 494 stuks gebouwd, in diverse uitvoeringen. De productie werd in 1992 gestaakt omdat de EMB110 was overvleugeld door de populaire EMB 120
Civiel: Embraer EMB 110 Bandeirante · Embraer EMB 120 Brasilia · Embraer EMB 312 Tucano · Embraer EMB 326 Xavante · Embraer ERJ 135/140/145 · Embraer 170/175 · Embraer 190/195

Militair: Embraer C-390 Millennium